# Bộ sưu tập ảnh

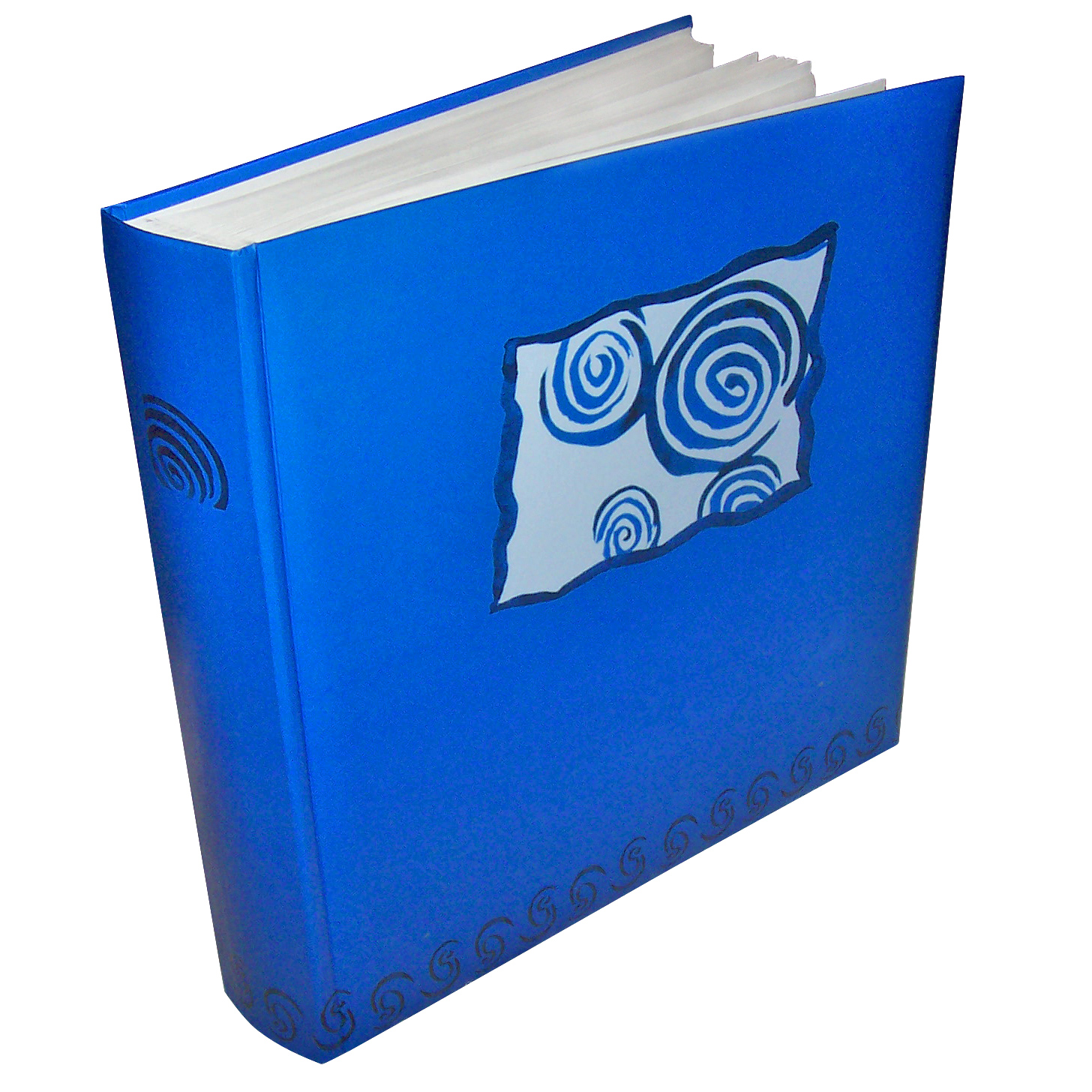
Một bộ sưu tập ảnh truyền thống

Bộ sưu tập ảnh hay còn gọi là album ảnh là hình thức vật dụng hay dụng cụ được thiết kế để chứa đựng một bộ sưu tập các bức ảnh sắp theo trật tự và thường đóng tập lại giống như một cuốn sách. Bộ sưu tập ảnh có tác dụng là vật bảo quản các tấm ảnh khỏi các tác nhân như ánh sáng, nước, gió và giúp cho các tấm ảnh không bị gãy, đứt, gấp, nhăn nhó hoặc hư hại, bạc màu... Việc sắp xếp các hình ảnh theo trình tự nhất định đôi khi tạo cho người xem có nhiều ký ức, kỷ niệm.
Một số bộ sưu tập chỉ đơn thuần làm một bìa nhỏ để chứa các bức ảnh nhưng một số bộ sưu tập ảnh khác là được thết kế khá công phu gồm các loại bìa cứng, bề mặt phủ bằng tấm nhựa, trong đó hình ảnh có thể được đặt vào từng trang nilon một. Bộ sưu tập ảnh theo phong cách cũ thường chỉ đơn giản là một tấm giấy cứng mà hình ảnh có thể được dán hoặc gắn với các góc hoặc các trang. Với những bộ sưu tập ảnh công phu thì phần bìa được thiết kế hay chạm trổ khá tinh xảo. Bộ sưu tập ảnh có các kích cỡ khác nhau tùy vào kích cỡ của từng tấm ảnh. Hiện nay trên mạng, bộ sưu tập ảnh thường được thể hiện bằng hình thức photobook.